# Municipio de Madison (condado de Vinton)
El municipio de Madison (en inglés: Madison Township) es un municipio ubicado en el condado de Vinton en el estado estadounidense de Ohio. En el año 2010 tenía una población de 605 habitantes y una densidad poblacional de 9,54 personas por km².

## Geografía
El municipio de Madison se encuentra ubicado en las coordenadas 39°14′57″N 82°22′5″O / 39.24917, -82.36806. Según la Oficina del Censo de los Estados Unidos, el municipio tiene una superficie total de 63.44 km², de la cual 63,26 km² corresponden a tierra firme y (0,29 %) 0,18 km² es agua.

## Demografía
Según el censo de 2010, había 605 personas residiendo en el municipio de Madison. La densidad de población era de 9,54 hab./km². De los 605 habitantes, el municipio de Madison estaba compuesto por el 97,36 % blancos, el 1,16 % eran afroamericanos, el 0,17 % eran de otras razas y el 1,32 % eran de una mezcla de razas. Del total de la población el 0 % eran hispanos o latinos de cualquier raza.